# 塞兰岛

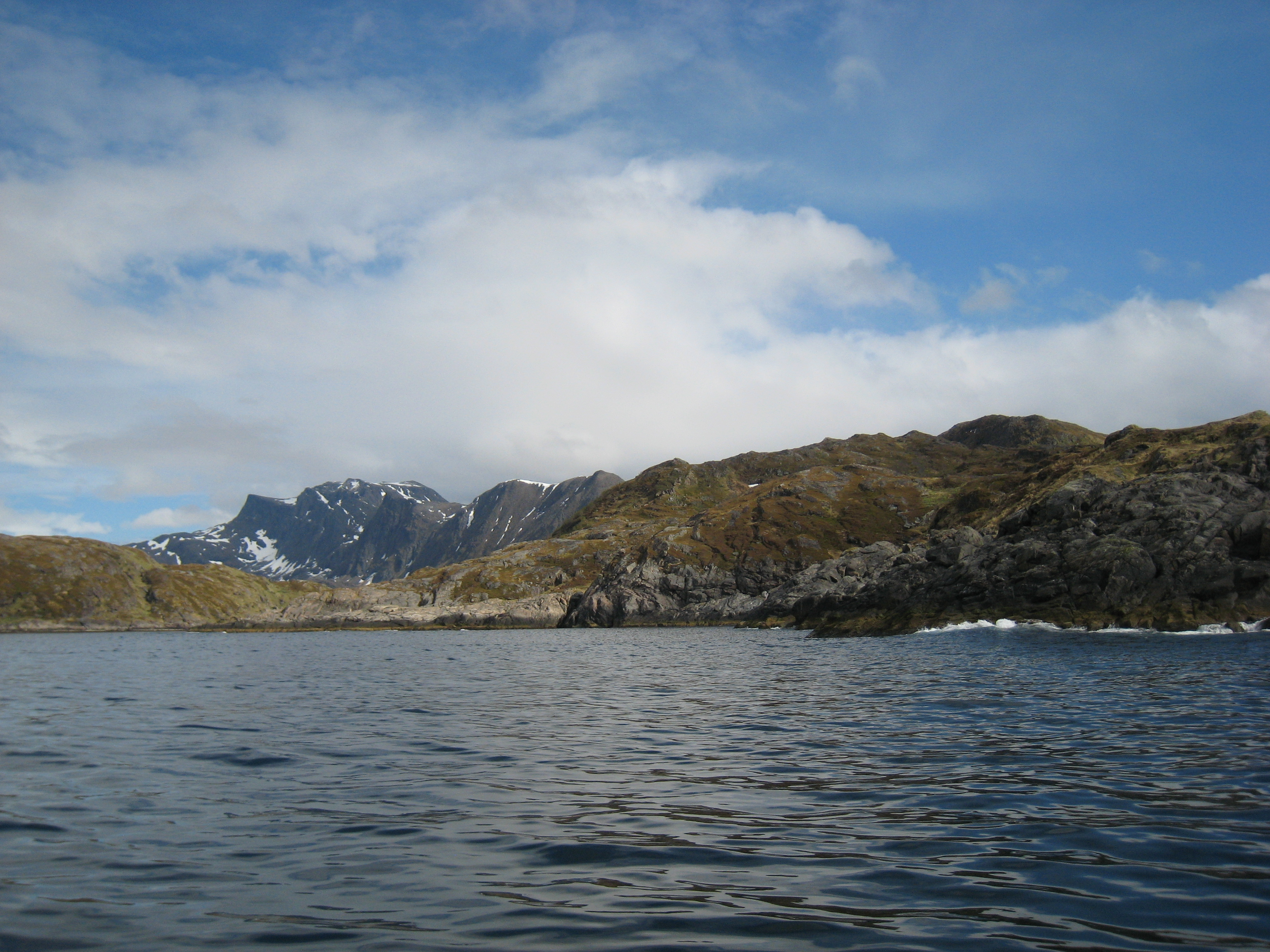
塞蘭島

塞蘭島是挪威的島嶼，位於亨墨菲斯西南方，由芬馬克郡負責管轄，面積559平方公里，是挪威大陸第八大島嶼，島上最高點1,079米，考古發掘顯示人們在7000年前已在塞蘭島居住。

## 外部連結
- Map over Seiland